# Rubens Sambueza
Rubens Sambueza (* 1. Januar 1984 in Zapala, Provinz Neuquén) ist ein argentinischer Fußballspieler, der vorwiegend im Mittelfeld agiert.

## Laufbahn
Sambueza begann seine Laufbahn beim argentinischen Rekordmeister CA River Plate, bei dem er auch seinen ersten Profivertrag erhielt und mit dem er in der Clausura 2004 die argentinische Fußballmeisterschaft gewann.
Nach vier Jahren für River Plate, in denen er 49 Einsätze absolvierte und drei Tore erzielte, spielte er auf Leihbasis für den populärsten brasilianischen Verein Flamengo Rio de Janeiro sowie die mexikanischen Vereine UNAM Pumas und CD Estudiantes Tecos. An den letztgenannten Verein wurde Sambueza im Sommer 2010 verkauft.
2012 wechselte er zum Club América, mit dem er je zweimal die mexikanische Fußballmeisterschaft und die CONCACAF Champions League gewann. Bei der erfolgreichen Titelverteidigung der Americanistas in der Saison 2015/16 wurde Sambueza auch zum besten Spieler des Turniers gewählt.
Seit Anfang 2017 steht Sambueza bei Deportivo Toluca unter Vertrag.

## Erfolge
- Argentinischer Meister: Clausura 2004
- Mexikanischer Meister: Clausura 2013, Apertura 2014
- CONCACAF Champions League: 2014/15, 2015/16